# Butrachty
Butrachty (ros. Бутрахты) – wieś (sieło) w Rosji, w Chakasji, w rejonie tasztypskim. W 2010 liczyła 519 mieszkańców.